# Schildmaid

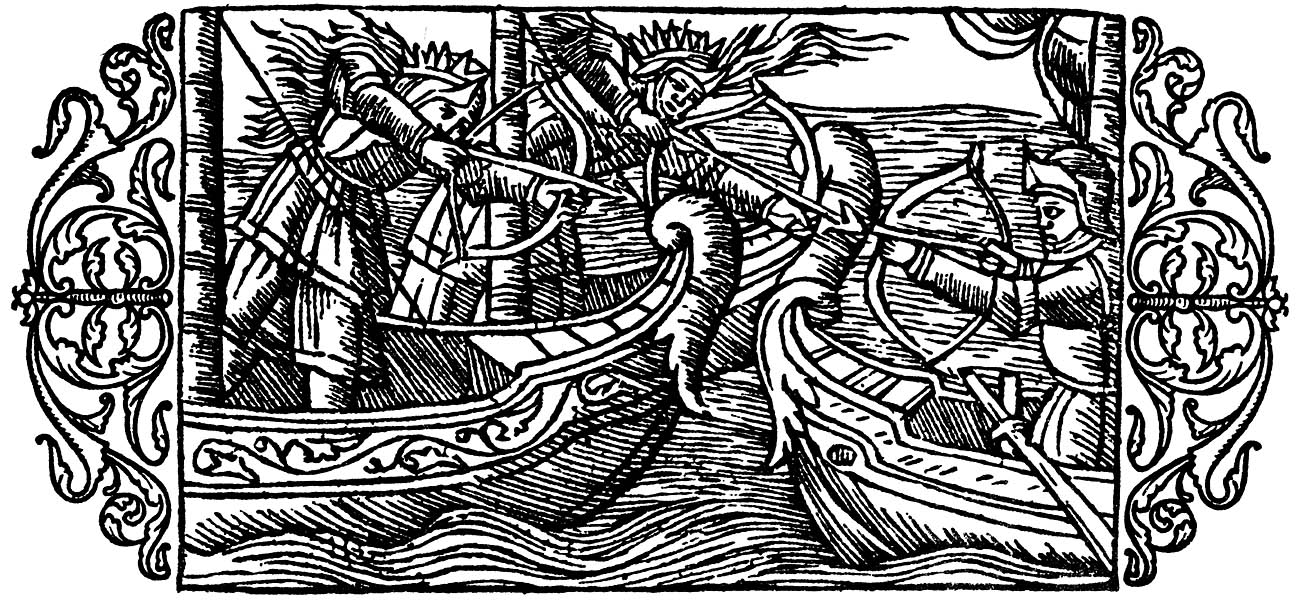
Zwei Kriegerinnen vornehmer Herkunft in einer Seeschlacht. Aus Olaus Magnus: Historia de gentibus septentrionalibus (1555)

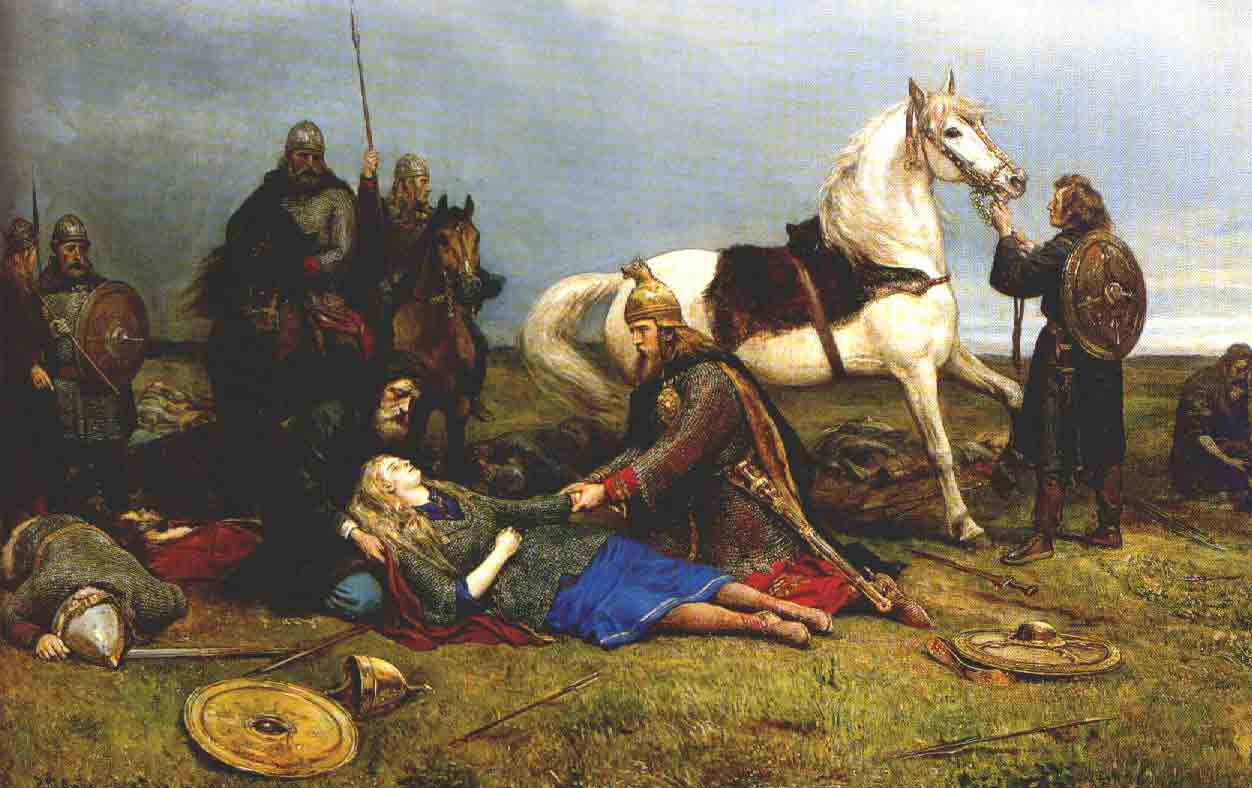
Die sterbende Schildmaid Hervör (Gemälde von Peter Nicolai Arbo, 19. Jh., nach der Hervarar saga ok Heiðreks konungs)

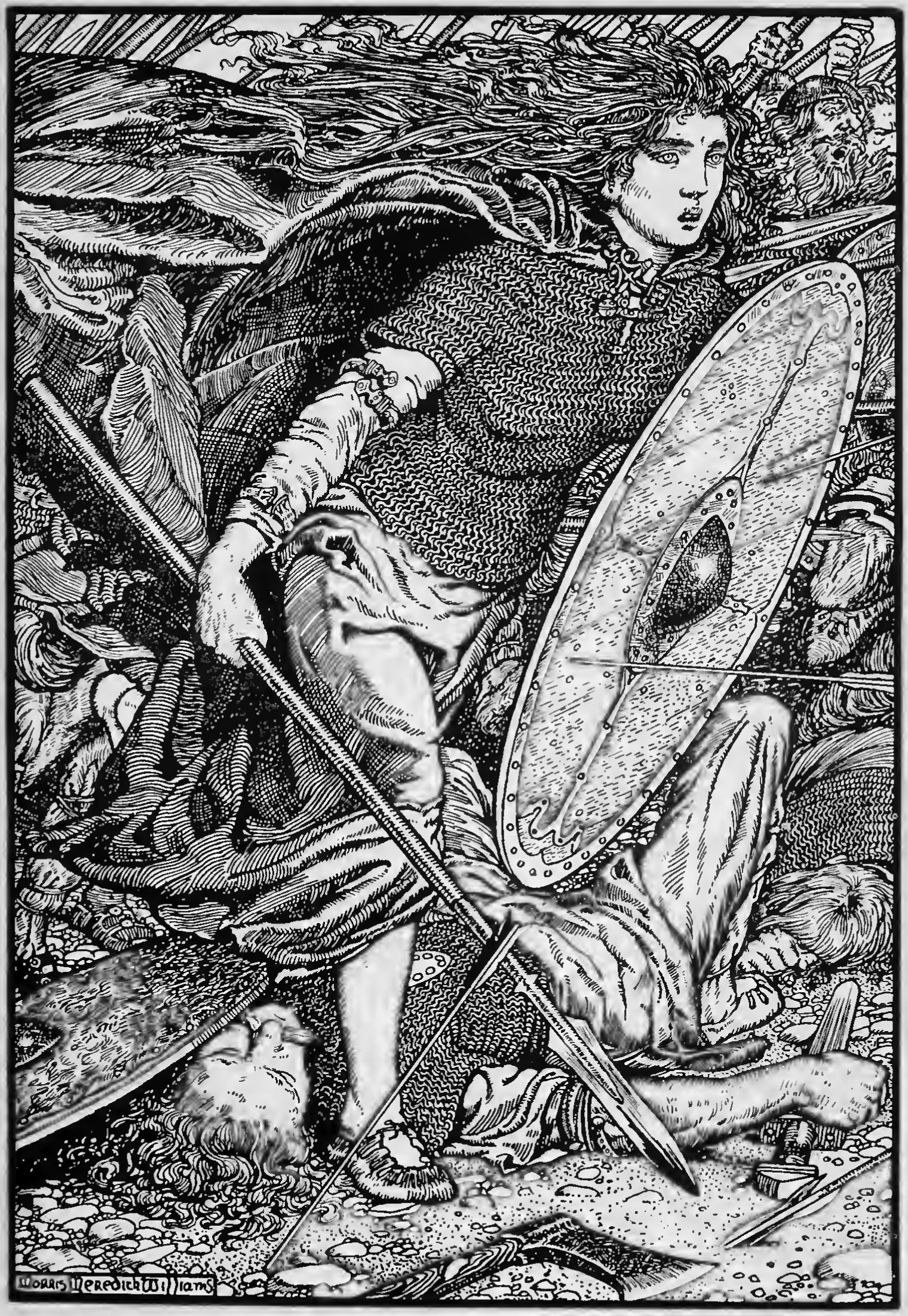
Die Kriegerin Lathgertha in einer Lithographie von Morris Meredith Williams (1913)

Eine Schildmaid (isländisch skjaldmær, schwedisch sköldmö, dänisch skjoldmø) wird in der nordischen Mythologie eine Frau genannt, die sich für ein Leben als Kriegerin entschieden hat.

## Schildmaiden in der nordischen Überlieferung
Als Schildmaiden bezeichnete Kriegerinnen werden häufig in den altnordischen Sagas, zum Beispiel in der Hervarar saga ok Heiðreks konungs und in den Gesta Danorum des Saxo Grammaticus erwähnt. Berichte über kämpfende Frauen gibt es dem Nordisk familjebok zufolge sowohl aus der Wikingerzeit als auch bei den germanischen Völkern der Goten, Kimbern und Markomannen. Sie sollen zur Vorstellung von den Walküren beigetragen haben.
In skandinavischen Sagas werden als bewaffnete, kämpfende Frauen unter anderen Brynhild in der Völsunga saga, Hervör in der Hervarar Saga, Brynhild in der Bósa saga ok Herrauðs und die schwedische Königstochter Thornbjörg in der Hrólfs Saga Gautrekssonar namentlich erwähnt, ebenso in den Gesta Danorum  Weghbiorg (auch Wegthbiorg), Rusla und Lathgertha, die erste Gemahlin des Ragnar Lodbrok. Laut Saxo Grammaticus kämpften unter der Führung der drei „Kampfmaiden“ Webiorga  (auch Webiorg oder Veborg), Wisna (auch Visna) und Hertha (auch Hetha oder Hed) drei Heerhaufen aus den Ländern außerhalb des eigentlichen Dänemarks auf dänischer Seite in der Schlacht von Bråvalla. Saxo beschreibt in seinem siebten Buch, wie Frauen das Leben als Kriegerinnen ergriffen, um einer Heirat zu entgehen.
In der Ragnars saga loðbrókar ist es Aslaug, die ihre Söhne mehrfach auf Kriegszügen begleitet und deswegen den neuen Beinamen Randalín („Schild-Maid“) erhält.

## Moderne Rezeption
J. R. R. Tolkien ließ sich von den nordischen Sagen inspirieren. In seinem Roman Der Herr der Ringe wird Éowyn als Schildmaid (shieldmaiden) beschrieben.
In der kanadisch-irischen Fernsehserie Vikings wird der Begriff für die Kriegerinnen genutzt, insbesondere für die von Katheryn Winnick dargestellte Figur Lagertha, und auch in der norwegischen Fernsehserie Beforeigners aus dem Jahr 2019 bezeichnet sich unter anderem die multitemporale Hauptfigur Alfhildr Enginnsdóttir als Schildmaid.